# Giselly Andrea Landazuri
Giselly Andrea Landazuri (ur. 8 sierpnia 1992) – kolumbijska lekkoatletka specjalizująca się w trójskoku.
Podczas mistrzostw świata juniorów młodszych w Bressanone (2009) nie udało jej się awansować do finału. Bez powodzenia startowała w 2010 na mistrzostwach świata juniorów. W 2011 była czwarta na mistrzostwach Ameryki Południowej oraz zdobyła mistrzostwo Ameryki Południowej juniorów. Brązowa medalistka mistrzostw ibero-amerykańskich oraz złota młodzieżowych mistrzostw Ameryki Południowej z 2012. W 2013 zdobyła brąz mistrzostw Ameryki Południowej.
Rekord życiowy: 13,97 (25 maja 2013, Medellín).

## Osiągnięcia
| Rok  | Impreza                                     | Miejsce             | Pozycja           | Wynik  |
| ---- | ------------------------------------------- | ------------------- | ----------------- | ------ |
| 2009 | Mistrzostwa świata juniorów młodszych       | Tyrol Południowy    | el. – 28. miejsce | 11,99  |
| 2010 | Mistrzostwa świata juniorów                 | Moncton             | el. – 27. miejsce | 12,07  |
| 2011 | Mistrzostwa Ameryki Południowej             | Buenos Aires        | 4. miejsce        | 12,90  |
| 2011 | Mistrzostwa panamerykańskie juniorów        | Miramar             | 1. miejsce        | 13,04  |
| 2011 | Mistrzostwa Ameryki Południowej juniorów    | Medellín            | 1. miejsce        | 13,39  |
| 2012 | Mistrzostwa ibero-amerykańskie              | Barquisimeto        | 3. miejsce        | 13,28  |
| 2012 | Młodzieżowe mistrzostwa Ameryki Południowej | São Paulo           | 1. miejsce        | 13,31  |
| 2013 | Mistrzostwa Ameryki Południowej             | Cartagena de Indias | 3. miejsce        | 13,71  |
| 2013 | Igrzyska boliwaryjskie                      | Trujillo            | 3. miejsce        | 13,29  |
| 2015 | Mistrzostwa Ameryki Południowej             | Lima                | 3. miejsce        | 13,35  |
| 2017 | Mistrzostwa Ameryki Południowej             | Asunción            | 6. miejsce        | 13,00w |